# یوگورا
یوگورا (به انگلیسی: Eugowra) یک شهرک در استرالیا است که در نیو ساوت ولز واقع شده‌است.